# Стоян Гащаров
Стоян Иванов Гашаров е български офицер, генерал-майор.

## История
Роден е на 12 януари 1873 г. в гр. Перущица, където завършва основно образование.
След Завършването на Военното училище през 1895 г. постъпва на служба в 13-и пехотен рилски полк. По време на Балканската война участва в боевете при Булаир като командир на рота. През Междусъюзническата война и Първата световна война служи като дружинен и полкови командир. Последен командир е на 13-и пехотен рилски полк до разформироването му през 1918 г. и на образуваната от него дружина до 1925 г., когато е пенсиониран.
Като пенсионер запасен генерал е председател на Съюза на запасните офицери в Кюстендил. Застъпва се за спасяването на българските евреи.